# Жирякова
Жирякова — деревня в Слободо-Туринском районе Свердловской области России, входит в состав Усть-Ницинского сельского поселения. 

## Географическое положение
Деревня Жирякова расположена в 16 километрах (по дорогам в 19 километрах) к юго-востоку от села Туринская Слобода, на левом берегу реки Туры, в четырёх километрах от впадения в неё реки Ницы.

## Население
| 2002 | 2010 | 2021 |
| ---- | ---- | ---- |
| 162  | ↘118 | ↘78  |